# Arroyo Cerquilla
Arroyo Cerquilla är ett vattendrag i Spanien.   Det ligger i provinsen Provincia de Segovia och regionen Kastilien och Leon, i den centrala delen av landet, 120 km nordväst om huvudstaden Madrid.